# Frewsburg
Frewsburg és una concentració de població designada pel cens dels Estats Units a l'estat de Nova York. Segons el cens del 2000 tenia 1.965 habitants.

## Demografia
Segons el cens del 2000, Frewsburg tenia 1.965 habitants, 742 habitatges, i 528 famílies. La densitat de població era de 225,8 habitants/km².
Dels 742 habitatges en un 33,2% hi vivien nens de menys de 18 anys, en un 57,7% hi vivien parelles casades, en un 10% dones solteres, i en un 28,8% no eren unitats familiars. En el 25,2% dels habitatges hi vivien persones soles el 16,4% de les quals corresponia a persones de 65 anys o més que vivien soles. El nombre mitjà de persones vivint en cada habitatge era de 2,54 i el nombre mitjà de persones que vivien en cada família era de 3,03.
Per edats la població es repartia de la següent manera: un 24,8% tenia menys de 18 anys, un 6,2% entre 18 i 24, un 25,3% entre 25 i 44, un 23,6% de 45 a 60 i un 20,2% 65 anys o més.
L'edat mediana era de 41 anys. Per cada 100 dones de 18 o més anys hi havia 80,8 homes.
La renda mediana per habitatge era de 37.688 $ i la renda mediana per família de 44.050 $. Els homes tenien una renda mediana de 34.625 $ mentre que les dones 22.500 $. La renda per capita de la població era de 17.254 $. Entorn del 4,1% de les famílies i el 4,7% de la població estaven per davall del llindar de pobresa.